# Tempio di Suyambulingaswamy
Il Tempio di Suyambulingaswamy (in tamil உவரி சுயம்புலிங்க சுவாமி கோயில்) è un tempio dedicato al culto di Siva sito a Uvari nel distretto di Tirunelveli, nello stato di Tamil Nadu in India.

## Divinità custode
La divinità custode del tempio è Swayambunathar. Il dio Shiva rende grazie ai suoi devoti in forma di Swayambhu: i raggi del sole colpiscono la divinità durante il mese di Marghazhi secondo il calendario tamil (corrispondente ai nostri dicembre-gennaio). La dea è conosciuta come Brahma Sakthi.

## Posizione
Il tempio si trova a una distanza di 35 km sulla strada fra Tiruchendur e Kanyakumari, a circa 25 km dalla centrale nucleare di Kudankulam, ed è aperto al culto dalle 6.00 alle 13.00 e dalle 16.00 alle 20.00

## Credenze
Le malattie svaniscono se il devoto compie abluzioni nel tratto di mare prospiciente al Tempio ogni giorno per quarantuno giorni consecutivi e prega la divinità che presiede il Tempio. I problemi delle persone con disabilità fisica e mentale vengono risolti.
Come ringraziamento i devoti trasportano sabbia prelevata dal mare raccolta in undici o quarantuno cesti che collocano vicino al Tempio. Alcuni costruiscono idoli Nāga e li sistemano all'interno del Tempio.

## Metodo di preghiera
1. Fai un bagno in mare e fai un bagno nello stagno di acqua dolce
2. Quindi adora il Signore Kanni Vinayaga
3. Quindi adora Sri Suyambulinga
4. Quindi adora la dea Brhama Sakthi Amman
5. Quindi adora la dea Essaki Amman
6. Quindi adora il dio Munnodi
7. Quindi adora il Signore Sastha

## Altri santuari
In questo tempio si trovano anche i santuari di Kanni Vinayaka, Brahma Sakthi Amman, Munnadi Sami, Petchi Amman, Madasamy e Isakki Amman.

## Festival
Vaikasi Visakam, Thaipusam, Panguni Uthiram, Margazhi Tiruvadhirai, Karthikai sono alcune delle feste che si tengono in questo Tempio. Nei giorni di Pradosha, anche i devoti di Vinayakar Chadurthi, Diwali e Pongal si recano in pellegrinaggio al Tempio di Suyambulingaswamy in segno di devozione.